# Roberta S. Jacobson
Roberta S. Jacobson (14 de abril de 1960) es una funcionaria del Departamento de Estado de los Estados Unidos, que se desempeñó como Secretaria de Estado adjunta para Asuntos del Hemisferio Occidental. En 2015 presidió la delegación de Estados Unidos en la primera y segunda ronda de conversaciones Cuba-Estados Unidos de América para abrir el camino del restablecimiento de las relaciones diplomáticas entre ambos países. Ha sido nominada por el presidente Obama para ser la embajadora de su país en México para reemplazar a Earl Anthony Wayne, desempeñando el cargo desde 2016 hasta 2018.

## Síntesis biográfica
Es madre de dos hijos y sabe hablar español.
Siendo una adolescente de un suburbio de New Jersey, soñaba con convertirse en bailarina.
En la Universidad Brown, obtuvo la Licenciatura en Artes, y participó en algunos montajes teatrales. Pero luego, tras asumir que no era suficientemente buena para el baile, dio un vuelco a su vida.
En 1986 se inscribió en la Escuela de Derecho y Diplomacia Fletcher de la Universidad Tufts, considerado el centro académico más antiguo de Estados Unidos dedicado a estudios de posgrado en relaciones internacionales, donde obtuvo los títulos de Maestría en Artes de Derecho y Diplomacia.

## Trayectoria

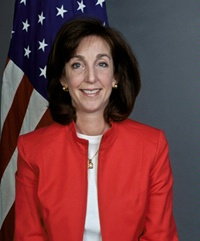
Roberta S. Jacobson como secretaria de estado en 2012.

Durante su carrera en el Departamento de Estado, se ha enfocado en Latinoamérica, trabajó para las Naciones Unidas de 1982 a 1984 en el Centro de Desarrollo Social y Asuntos Humanitarios, en 1988 laboró en el Consejo de Seguridad Nacional, entre 1989 y 1992 ayudante especial del secretario, entre 1993 y 1994 asistente ejecutiva del secretario adjunto y entre 1989 y 1992 fue coordinadora de Asuntos Cubanos en la Dirección de Asuntos del Hemisferio Occidental.
Entre 1996 y 2000, fue directora de la Oficina de Planificación y Coordinación de Políticas en la Dirección de Asuntos del Hemisferio Occidental, atendiendo asuntos tales como relaciones entre civiles y militares, derechos humanos, asistencia al exterior y lucha contra el tráfico de narcóticos en todo el hemisferio. En diciembre de 2002 se desempeñó como directora de la Oficina de Asuntos Mexicanos. Desde 2000 hasta 2002, fue ministra consejera en la Embajada de Estados Unidos en Lima, Perú.
A partir de junio de 2007, ocupó cargos en Washington, siendo vicesecretaria adjunta para asuntos relacionados con Canadá, México y con temas como el Tratado de Libre Comercio de América del Norte (NAFTA, por sus siglas en inglés).
Fue Secretario adjunto interino desde el 18 de julio de 2011 y desde diciembre de 2010 a julio de 2011 fungió como vicesecretaria adjunta principal para Asuntos del Hemisferio Occidental, encargada de la política regional y cuestiones económicas, la dirección, el personal, y cuestiones de seguridad regional. Además de su papel como vicesecretaria adjunta principal, fue la coordinadora en jefe para las iniciativas de seguridad ciudadana en el Hemisferio Occidental.
Fue nombrada por el presidente de Estados Unidos, Barack Obama, como secretaria de Estado adjunta para Asuntos del Hemisferio Occidental, el 30 de marzo de 2012, siendo la primera mujer que ocupa este cargo, en el que debe supervisar el trabajo de unas 10.000 personas en 30 países.
Es descrita por diplomáticos latinoamericanos como una estadista determinada, profesional, cálida y con una cierta facilidad para el humor. Se involucró activamente en el caso de Alan Gross, el contratista estadounidense que estuvo preso en Cuba por cinco años y que fue liberado el 17 de diciembre de 2014, fecha en que los presidentes de Cuba, Raúl Castro Ruz, y el de Estados Unidos, Barack Obama, anunciaron en sendos comunicados, el restablecimiento de las relaciones entre ambos países.[cita requerida]
Cumpliendo el anuncio de los presidentes de Cuba y Estados Unidos, fue celebrado en Cuba el 22 de enero de 2015 el encuentro dedicado al proceso de restablecimiento de las relaciones diplomáticas y la apertura de embajadas, la delegación de Estados Unidos estuvo presidida por ella.
Presidió la segunda ronda de conversaciones Cuba-Estados Unidos, celebradas el 27 de febrero de 2015 en el Salón George C. Marshall Center, del Departamento de Estado en Washington.